# Jean-François Marquet
Pour les articles homonymes, voir Marquet.
Jean-François Marquet, né le 27 janvier 1938 à Tours et mort le 19 mars 2017 à Tours, est un philosophe, historien de la philosophie et traducteur français, spécialiste de l'œuvre de Schelling et responsable du groupe de recherche sur les Schellingiana.

## Éléments biographiques
Ancien élève de l'École normale supérieure de Saint-Cloud, agrégé de philosophie (1960), pensionnaire de la Fondation Thiers (66e promotion), il est professeur à l'Université de Tours (1968-1985), puis à l'Université Paris IV-Sorbonne, lauréat du Grand prix de philosophie de l'Académie française. Il est l’auteur de plusieurs ouvrages ou essais, aussi bien dans le domaine de la philosophie allemande que dans d’autres domaines de l'histoire de la pensée (Ravaisson, Dante, Kierkegaard, Maine de Biran, Pascal), de la philosophie de la religion et de l'ésotérisme (Jakob Böhme, Swedenborg, Louis-Claude de Saint-Martin), ou de la littérature (Proust, Mallarmé, Hölderlin, Hugo, Gracq).

## Éléments philosophiques
La philosophie de Jean-François Marquet est une pensée de la Singularité qui refuse la séparation et le cloisonnement des différents registres de la pensée et n'établit pas de distinction entre la philosophie et l'art, car tout concourt, selon lui, à l'expression d'un élément unique, d'un Même (le Singulier), en qui prennent naissance les différentes impulsions de l'homme à dire l'essentiel de sa condition à travers la philosophie, l'art ou la littérature. La pensée de Marquet est sous-tendue par une philosophie de l'histoire issue de la dialectique hégélienne et conçue à partir de la triade Universel / Particulier / Singulier. Ainsi, quand la philosophie a fait son temps, « le temps se ferme et l'espace s'ouvre » ; vient alors l'époque de la récapitulation, c'est-à-dire qui permet d'aller au fond même de l'histoire et de la singularité de chacune de ses figures pour en recueillir le sens de continuité, l'émergence de l'Un et du Seul, du Singulier. Le prérationnel absolu surgit en chaque personne humaine pour lui infliger une blessure dont la guérison n'aura lieu qu'auprès de lui.

## Principales publications
Ses deux thèses
- Liberté et existence - Étude sur la formation de la philosophie de Schelling, Paris, Gallimard, 1973 ; rééd. Éditions du Cerf, 2006.
- Édition, traduction et annotation de F.J.W. Schelling, Contribution à l'histoire de la philosophie moderne — Leçons de Munich, suivie par un essai de Marquet, Schelling et l'histoire de la philosophie — Essai d'interprétation génétique ; coll. « Épiméthée », PUF, 1983.

Essais de la maturité
- Singularité et événement, Grenoble, Jérome Millon, 1995.
- Miroirs de l'identité - La littérature hantée par la philosophie, Paris, Hermann, 1996 ; deuxième édition revue et augmentée, avec une postface de Marc Fumaroli, Éditions du Cerf, 2009.
- Restitutions. Études d’histoire de la philosophie allemande, Paris, Vrin, 2001.
- Leçons sur la Phénoménologie de l'esprit de Hegel, Paris, Ellipses, 2004.
- Philosophies du secret. Études sur la gnose et la mystique chrétiennes (XVIe – XIXe siècle), Paris, Éditions du Cerf, 2007.
- Exercices, Paris, Éditions du Cerf, 2010[7].
- Le vitrail & l'énigme. Dialogue avec Philippe Soual, Paris, Les petits Platons (Les dialogues des petits Platon), 2013.
- Chapitres, Paris, Les Belles Lettres, 2017.

Direction d'ouvrages collectifs
- avec Jean-François Courtine, Le dernier Schelling. Raison et positivité, Paris, Vrin (Bibliothèque d’histoire de la philosophie), 1994.
- avec Jean-François Courtine, Heidegger 1919-1929. De l'herméneutique de la facticité à la métaphysique du Dasein, Paris, Vrin (Problèmes & Controverses), 1996.
- avec Natalie Depraz, La Gnose : Une question philosophique, Paris, Éditions du Cerf, 2000.

## Hommage
- Une pensée singulière. : Hommage à Jean-François Marquet, sous la direction de Pascal David et Bernard Mabille, L'Harmattan, 2003.
- "Jean-François Marquet, Maître des lettres et de la pensée", in Pages, de Maxence Caron, Séguier, 2009[8].
- Jean-Louis Vieillard-Baron, "Jean-François Marquet (1938-2017)", Revue philosophique de la France et de l'étranger, 2017/3 (Tome 142), p. 447-448 (DOI 10.3917/rphi.173.0447).